# Варт (Форарльберг)
Варт (нім. Warth) — містечко та громада округу Брегенц в землі Форарльберг, Австрія.
Варт лежить на висоті 1495 м над рівнем моря і займає площу 19,34 км². Громада налічує 172 мешканців. 
Густота населення 9/км².  
Громада лежить в районі, який носить назву Брегенський ліс. Неподалік розкинулося Боденське озеро. Через містечко протікає річка Брезенцер Ах. Населення Форальбергу розмовляє алеманським діалектом німецької мови, а тому ближче до швейцарців, ніж до населення більшої частини Австрії, яке розмовляє баварсько-австрійським діалектом. Основною індустрією Форальбергу є спортивний туризм, і кожен населений пункт має розвинуту інфраструктуру: транспорт, готелі тощо. 
Громада є центром зимових видів спорту.
|                               |
| Варт на мапі округу та землі. |

```
Адреса управління громади: Hnr. 32, 6767 Warth (Vorarlberg). 
```

## Демографія
Історична динаміка населення міста за даними сайту Statistik Austria

## Відомі особи
- Вільтруд Дрексель — гірськолижниця
- Губерт Штрольц — гірськолижник